# James Jett
James Jett (James Sherman Jett; * 28. Dezember 1970 in Charles Town, West Virginia) ist ein ehemaliger US-amerikanischer Sprinter und American-Football-Spieler.
Bei den Olympischen Spielen 1992 in Barcelona wurde er im Vorlauf der 4-mal-100-Meter-Staffel eingesetzt und trug so zum Gewinn der Goldmedaille durch das US-Team bei.
Von 1993 bis 2002 spielte er für die Los Angeles/Oakland Raiders auf der Position des Wide Receivers.

## Persönliche Bestzeiten
- 100 m: 10,16 s, 5. Juni 1992, Austin
- 200 m: 20,33 s, 6. Juni 1992, Austin
  - Halle: 20,81 s, 1. März 1992, Gainesville